# 鈴木準
鈴木 準（すずき ひとし、1966年 - ）は、日本のエコノミスト。大和総研常務執行役員、内閣府政策コメンテーター、男女共同参画会議議員。

## 人物・経歴
福島県生まれ。1985年福島県立安積高等学校卒業。1990年東京都立大学法学部卒業、大和総研入社。2003年財務省団塊世代の退職と日本経済に関する研究会委員。2004年大和総研資本市場調査部次長。2005年日本経済調査協議会人口減少時代の企業経営調査専門委員会専門委員。2007年参議院予算委員会調査室客員調査員。2009年大和総研経済調査部長。2011年内閣府経済成長と財政健全化に関する研究会メンバー。2012年大和総研調査提言企画室長。
2014年大和総研主席研究員（パブリックポリシーリサーチ担当）、内閣府経済財政諮問会議「選択する未来」委員会成長・発展ワーキング・グループ委員、参議院第二特別調査室客員調査員、内閣府政策コメンテーター・フォーラム政策コメンテーター、社会保障制度改革推進会議専門委員、内閣府男女共同参画会議専門委員。2015年内閣府経済財政諮問会議経済・財政一体改革推進委員会委員。
2017年大和総研政策調査部長、明治大学ガバナンス研究科兼任講師。2019年日本証券業協会自主規制会議公益委員。2020年大和総研執行役員調査本部副本部長、内閣府男女共同参画会議議員。2021年大和総研執行役員リサーチ担当、内閣府経済財政諮問会議経済・財政一体改革推進委員会特別委員（社会保障ワーキング・グループ委員）。2023年内閣府経済財政検討ユニットメンバー。2024年大和総研常務執行役員。

## 著書
- 『最新版 入門の入門 経済のしくみ』日本実業出版社、2002年、共著
- 『団塊世代の定年と日本経済』日本評論社、2004年、共著
- 『人口減少社会は怖くない』日本評論社、2005年、共著
- 『2007年団塊定年！日本はこう変わる』日本経済新聞社、2006年、共著
- 『なにが日本経済を停滞させているのか』毎日新聞社、2011年、共著
- 『社会保障と税の一体改革をよむ』日本法令、2012年
- 『明解　日本の財政入門』金融財政事情研究会、2016年、共著